# Lee Young-jun
Lee Young-jun (coreano: 이영준; Suwon, 23 de mayo de 2003) es un futbolista surcoreano que juega como delantero en el Grasshoppers de la Superliga de Suiza.

## Estadísticas

### Clubes
Actualizado al último partido disputado el 30 de marzo de 2023.
| Club                                | Div.          | Temporada     | Liga  | Liga  | Liga   | Copas nacionales | Copas nacionales | Copas nacionales | Copas internacionales | Copas internacionales | Copas internacionales | Total | Total | Total  |
| Club                                | Div.          | Temporada     | Part. | Goles | Asist. | Part.            | Goles            | Asist.           | Part.                 | Goles                 | Asist.                | Part. | Goles | Asist. |
| ----------------------------------- | ------------- | ------------- | ----- | ----- | ------ | ---------------- | ---------------- | ---------------- | --------------------- | --------------------- | --------------------- | ----- | ----- | ------ |
| Suwon F. C. Corea del Sur           | 1.ª           | 2021          | 13    | 0     | 1      | 1                | 0                | 0                | ―                     | ―                     | ―                     | 14    | 0     | 1      |
| Suwon F. C. Corea del Sur           | 1.ª           | 2022          | 16    | 1     | 1      | 1                | 0                | 0                | ―                     | ―                     | ―                     | 17    | 1     | 1      |
| Suwon F. C. Corea del Sur           | Total club    | Total club    | 29    | 1     | 2      | 2                | 0                | 0                | 0                     | 0                     | 0                     | 31    | 1     | 2      |
| Gimcheon Sangmu F. C. Corea del Sur | 2.ª           | 2023          | 3     | 0     | 1      | 2                | 1                | 0                | ―                     | ―                     | ―                     | 5     | 1     | 1      |
| Gimcheon Sangmu F. C. Corea del Sur | Total club    | Total club    | 3     | 0     | 1      | 2                | 1                | 0                | 0                     | 0                     | 0                     | 5     | 1     | 1      |
| Total carrera                       | Total carrera | Total carrera | 32    | 1     | 3      | 4                | 1                | 0                | 0                     | 0                     | 0                     | 36    | 2     | 3      |